# Zebrobrzuszek himalajski
Zebrobrzuszek himalajski, zebrobrzuszek (Cutia nipalensis) – gatunek małego ptaka z rodziny pekińczyków (Leiotrichidae). Występuje w południowej i południowo-wschodniej Azji. Nie jest zagrożony wyginięciem.

## Systematyka
Gatunek po raz pierwszy opisał Brian Houghton Hodgson w 1837 roku. Jako miejsce typowe autor wskazał Nepal.
Takson ten bywał łączony w jeden gatunek z zebrobrzuszkiem wietnamskim (C. legalleni). Wyróżniono trzy podgatunki.

## Morfologia

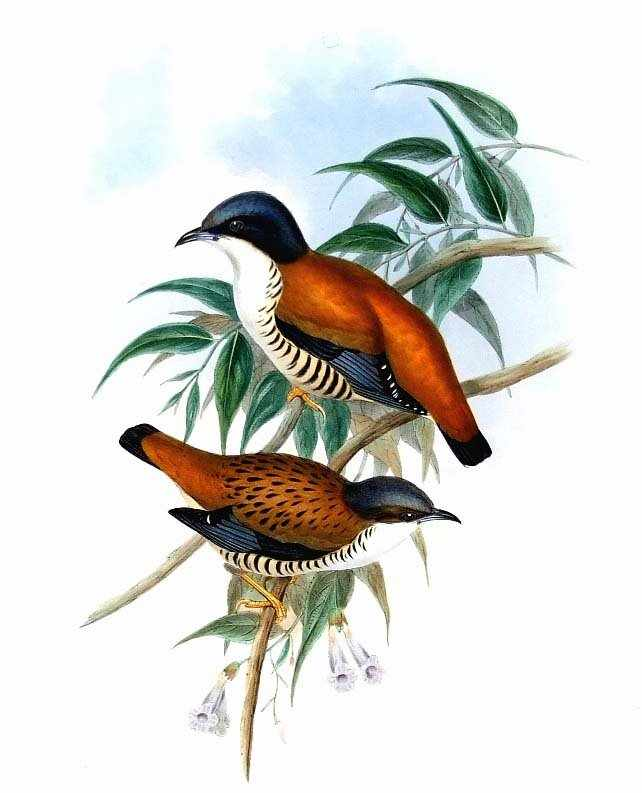
Samiec (u góry) i samica na rysunku z publikacji Johna Goulda

Długość ciała 17–19 cm; masa ciała 40–56 g.

## Zasięg występowania
Zebrobrzuszek himalajski występuje w zależności od podgatunku:
- C. nipalensis nipalensis – środkowe i wschodnie Himalaje do północnej Mjanmy i południowo-zachodnich Chin;
- C. nipalensis melanchima – wschodnia Mjanma, południowe Chiny, północno-zachodnia Tajlandia i północne Indochiny;
- C. nipalensis cervinicrissa – Półwysep Malajski.

Spotykany w przedziale wysokości 170–3050 m n.p.m.

## Status
IUCN uznaje zebrobrzuszka himalajskiego za gatunek najmniejszej troski (LC, Least Concern). Liczebność populacji nie została oszacowana, ale ptak ten opisywany jest jako rzadki lub lokalnie występujący. Trend liczebności populacji uznawany jest za spadkowy.